# Philippe Pfister
Pour les articles homonymes, voir Pfister.
Philippe Pfister est un joueur de kayak-polo international d'origine française, né le 26 décembre 1972 à Strasbourg.
Il est membre de l'équipe du Montpellier Université Club en 2012.
Il évolue en Nationale 2 du championnat de France dans l'équipe de Strasbourg.

## Sélections
Sélections en équipe de France senior
- Championnats d'Europe 1999 : Médaille d'or [3]
- Championnats du monde 2006 : Médaille d'or [4]
- Championnats d'Europe 2007 : Médaille de bronze[5]
- Championnats du monde 2008 : Médaille d'argent [6]
- Jeux mondiaux de 2009 : Médaille d'or
- Championnat du monde 2010 : Médaille d'or